# هفتیان
هفتیان (تفرش)، روستایی از توابع بخش مرکزی شهرستان تفرش در استان مرکزی ایران است.

## جمعیت
این روستا در دهستان رودبار قرار دارد و براساس سرشماری مرکز آمار ایران در سال ۱۳۸۵، جمعیت آن ۱۱۰ نفر (۳۱خانوار) بوده‌است.